# Municipio de Nine Mile Prairie
El municipio de Nine Mile Prairie (en inglés: Nine Mile Prairie Township) es un municipio ubicado en el condado de Callaway en el estado estadounidense de Misuri. En el año 2010 tenía una población de 790 habitantes y una densidad poblacional de 4,15 personas por km².

## Geografía
El municipio de Nine Mile Prairie se encuentra ubicado en las coordenadas 38°52′42″N 91°42′7″O / 38.87833, -91.70194. Según la Oficina del Censo de los Estados Unidos, el municipio tiene una superficie total de 190.42 km², de la cual 188,51 km² corresponden a tierra firme y (1 %) 1.91 km² es agua.

## Demografía
Según el censo de 2010, había 790 personas residiendo en el municipio de Nine Mile Prairie. La densidad de población era de 4,15 hab./km². De los 790 habitantes, el municipio de Nine Mile Prairie estaba compuesto por el 94,56 % blancos, el 0,89 % eran afroamericanos, el 0,13 % eran amerindios, el 0,38 % eran asiáticos, el 2,03 % eran de otras razas y el 2,03 % eran de una mezcla de razas. Del total de la población el 2,53 % eran hispanos o latinos de cualquier raza.